# Калиновая роща
«Калиновая роща» — советский цветной мелодраматический фильм 1953 года режиссёра Тимофея Левчука, экранизация одноимённой пьесы Александра Корнейчука.
Премьера состоялась 26 ноября 1953 года. Фильм посмотрели 25,7 млн зрителей.

## Сюжет
В живописном украинском селе бурлят противоречия между председателем колхоза Иваном Петровичем Романюком, тормозящим развитие села после Великой Отечественной войны, и передовыми людьми колхоза, которые стремятся к изменениям и развитию села. Писатель Батура, приехавший в деревню, решает написать роман о жизни колхоза после войны, и становится свидетелем решающих событий. Колхозное собрание снимает Романюка с должности, и он решает стать рядовым колхозником. В конце фильма Батура уезжает из деревни, унося с собой материал для нового романа.

## Роли исполняют
- Юрий Шумский — Романюк
- Нонна Мордюкова — Надежда
- Наталья Ужвий — Ковшик
- Ольга Кусенко — Василина
- Михаил Кузнецов — Ветровой
- Виктор Добровольский — Батура
- Евгений Пономаренко — Верба
- Полина Нятко — Ага Щука
- Дмитрий Милютенко — Вакуленко
- Юрий Тимошенко — Кандыба
- Николай Яковченко — Крым
- Нонна Копержинская — Крылатая

## Съёмочная группа
- Автор сценария: Александр Корнейчук
- Режиссёр-постановщик: Тимофей Левчук
- Операторы: Даниил Демуцкий, Наум Слуцкий, Виталий Филиппов
- Художники: Олег Степаненко, Иосиф Юцевич
- Композитор: Анатолий Свечников
- Звукооператор: Григорий Григорьев
- Художник по костюмам: Екатерина Гаккебуш
- Автор текста песен: Олекса Новицкий
- Директор картины: Михаил Ротлейдер